# Аварійний шахтний зв'язок
Аварійний шахтний зв'язок — сукупність способів і засобів, що забезпечують передавання у підземних виробках сигналів тривоги, повідомлень про аварію чи іншу небезпеку, оперативний обмін інформацією при ліквідації її наслідків. Використовується апаратура звукового зв'язку та сигналізації разом з апаратурою телефонного зв'язку, а також апаратура високочастотного зв'язку.